# 薩拉 (密西西比州)
薩拉（英語：Sarah）是位於美國密西西比州泰特縣的非建制地區。

## 歷史
薩拉的郵局自1902年營運至今。

## 地理
薩拉所處的海拔為高於海平面57米（即187英呎），而該地所採用的時區為UTC-6，即北美中部時區（CST）。同時該地設有夏令時間，為UTC-6調快一小時，即UTC-5（CDT）。